# RAISE A SUILEN
 RAISE A SUILEN（レイズ ア スイレン）は、メディアミックス作品「BanG Dream!」から派生した5人組ガールズバンド。テーマカラーは■YELLOW GREEN。所属レーベルはブシロードミュージック。略称は『RAS』（ラス）。

## 背景

THE THIRD（仮）時代のロゴ

「BanG Dream!プロジェクト」において全てのバンドが演奏を声優陣のみで行うことは難しいことから、『Pastel*Palettes』『ハロー、ハッピーワールド！』『Afterglow』をはじめとするプロジェクト内のバンドがライヴ等のイベントを実施できるようにするためのバックバンドとして結成された。活動初期は『THE THIRD(仮)』の名義で活動していた。バンドとしては各バンドのバックバンドを務めるほか、オリジナル曲の演奏やプロジェクト以外の作品とのタイアップも務める。また、2019年1月より放送開始のテレビアニメ「BanG Dream! 2nd Season」よりキャラクターとして登場し、BanG Dream!プロジェクトのストーリー原案中村航原作による作品展開も行われる。さらに、アプリゲーム『バンドリ！ガールズバンドパーティー！』シーズン2より、朝日六花がLive2Dとボイス付きで作中に登場しているほか、登場人物よりRASや和奏レイについて語られる場面がある。また、RASのオリジナル楽曲やカバー曲もガルパに追加された。2020年6月からは『ガルパ』にRASがキャラクターとして実装された。
女性によるバックバンドを作りたいと考えた木谷高明による発案で企画された。起用に関しては、『ブシロード10周年ライブ』にて、Raychellがブシロード関連作品のエンディングテーマを担当した縁からドラマーで同じSHAZNAのメンバーである夏芽と、「Poppin'Party」のメンバーであり事務所の後輩である大塚紗英とともに「Raychell feat.大塚紗英」として参加した際に、その演奏を聞いた木谷がRaychellと夏芽の起用を決めた。小原に関しては、Twitter上でファンから「小原のギターが上手い」という情報を得ていた木谷が起用した。紡木はインターナショナル・スクールを卒業していることから、海外展開も視野に入れたときに英語を話せるメンバーが必要であったことから起用された。
2018年12月7日に両国国技館で開催された『BanG Dream! 6th☆LIVE Day1:RAISE A SUILEN Brave New World』にて、キャラクターとして作品展開されることが発表され、テレビアニメ「BanG Dream! 2nd Season」にてRAISE A SUILENのキャラクターデザインを務める植田和幸による描き下ろしイラストが公開された。また、2019年1月より放送開始のテレビアニメ「BanG Dream! 2nd Season」よりキャラクターとして登場することが明かされたほか、原作を中村航、作画をしいはらりゅうが務めるコミカライズ作品『RAiSe! The story of my music（レイズ ザ ストーリー オブ マイ ミュージック）』が2019年1月8日発売の「月刊ブシロード2月号」より連載されることが発表された。キャラクター設定は声優本人と共通点の多いものとなっている。アニメ第3期終了後の2020年6月10日から『ガールズバンドパーティ！』にRASが実装された。
バンド活動としてはプロジェクト内外との楽曲のタイアップのほか、単独ライブの開催やライブイベントへの参加などミュージシャンとして幅広く活動している。2019年2月には単独での武道館ライブ、2019年7月では初の神戸市でのライブ、2022年2月には初の地方公演を実施しており、2019年9月には泉谷しげるが発起人となり開催される野外ロック・フェスティバル『阿蘇ロック・フェスティバル2019 in 北九州』に出演した。また、ロック・フェスティバル『マグロック』や『JAPAN JAM』など、野外ロック・フェスティバルに多数参加している。

## 音楽スタイル
ライター・批評家のimdkmは、RASの音楽性について「エレクトロニックでアグレッシブなサウンドを多用したミクスチャー的な音楽性」と分析している。
imdkmはギターの重心が軽い一方シンセサイザーのリフの存在感が強いとし、ワブルベースを多用したエネルギッシュなアレンジはライブに向いていると評している。また、ボーカル面においてもPoppin'PartyやRoseliaがアンサンブルやハーモニーを重んじるのに対し、RASはキャラクターたちの声が暴れまわっているような印象を抱いたと述べている。
また、Raychell自身も、バンドのコンセプトについて「まずサウンドを聴いてくれ！ ライブに来てくれ！」とアニメ！アニメ！とのインタビューの中で説明している。同時に、彼女はバンドのサウンドについて、EDM、ロック、ポップス、アニメソングなど様々な音楽要素を取り入れつつも、どのジャンルにもとらわれないとしている。
「We are RAISE A SUILEN～BanG Dream! The Stage～」以降から、バンドの2代目プロデューサーを務める落合俊介は、SPICEとのインタビューの中で、パフォーマンス面も含め、Fear, and Loathing in Las Vegasの影響が大きいことを認めているほか、各メンバーのプロジェクト外における活動もバンドのスタイルに影響を与えていると話している。
ライターの中里キリはアキバ総研に寄せた「BanG Dream! 7th☆LIVE DAY2:RAISE A SUILEN“Genesis”」（2019年2月22日）のレポートの中で、RASがゲストのバックバンドを務める際は、先ほどまで見せていた荒々しさを抑え、サポートに徹するという落差と切り替えが素晴らしく、彼女たちのプロフェッショナルぶりを感じたと評価している。
また、ウェブマガジン「STAGE」のライター・佐々木雅晃も、高い演奏技能を求められる上に、バンドのイメージとは異なる曲をそつなく演奏するRASに感心したと同バンドのライブ「Craziness」（2020年2月9日）のイベントレポートの中で述べている。

## メンバー
| 名前    | キャスト | 身長  | 誕生日  | 担当楽器                     | メンバーカラー       |
| ------- | -------- | ----- | ------- | ---------------------------- | -------------------- |
| LAYER   | Raychell | 172cm | 1月13日 | ボーカル/ベース              | ヴェネチアンレッド   |
| LOCK    | 小原莉子 | 155cm | 7月17日 | ギター/コーラス              | グリーンイエロー     |
| MASKING | 夏芽     | 170cm | 5月12日 | ドラム/コーラス              | ビビットな金色       |
| PAREO   | 倉知玲鳳 | 162cm | 3月25日 | ボーカル/キーボード/コーラス | パステルピンク       |
| CHU²    | 紡木吏佐 | 140cm | 12月7日 | DJ/コーラス/ラップ           | ディープスカイブルー |

Raychell（ボーカル/ベース担当、LAYER/和奏レイ役）
2010年に「Lay」としてメジャーデビューし、2013年に現在の名前に改名。ブシロード関連楽曲にてボーカル、ベーシストとしても活躍している。
「Poppin'Party」の大塚紗英は事務所の後輩であり、夏芽と共に「Raychell feat.大塚紗英」としてライブに参加することもある。夏芽と共にロックバンド「SHAZNA」にも所属している。
小原莉子（ギター/コーラス担当、LOCK/朝日六花役）
2018年3月25日開催の1stライブより加入。岐阜県出身、ESP学園ミュージシャン科ギターコース卒業。2011年、テレビアニメ『SKET DANCE』のオーディション企画に合格し、バンド「The Sketchbook」のギタリストとしてデビューした。「The Sketchbook」解散以降は声優をメインに活動している。プロジェクト参加前からのバンドリ作品やPoppin'Partyのファンであり、テレビアニメ第1期の視聴やゲームプレイのほか、Poppin’Partyの武道館ライブもプライベートで見に行っていた。
夏芽（ドラム/コーラス担当、MASKING/佐藤ますき役）
フリーランスのドラマーとして、嵐、大槻マキなどのアーティストのレコーディングやLIVEサポート等で活動。Raychellと共にロックバンド「SHAZNA」に所属するメンバーのひとりでもある。2018年4月よりエースクルー・エンタテインメント所属となる。
倉知玲鳳（ボーカル/キーボード/コーラス担当、PAREO/鳰原令王那役）
2016年、「株式会社S第三回新人オーディション」を経て株式会社Sの準所属となる。「Roselia」の櫻川めぐは事務所の先輩にあたる。「Pastel＊Palettes」の前島亜美とは小学校・中学校時代の同級生である。
紡木吏佐（DJ/コーラス/ラップ担当、CHU²/珠手ちゆ役）
2018年7月17日開催の2ndライブより加入。2017年、「響新人声優発掘プロジェクト」を経て響の所属となる。インターナショナル・スクールを卒業しており、英語などを話せる。

### サポートメンバー
大塚紗英（サポートギター、HANAZONO/花園たえ 役）
2018年1月の「ガルパライブ＆ガルパーティ！in東京」から、同年3月の1stライブ「THE THIRD(仮)1st Live」まで、小原の代わりにサポートギターとして参加。Raychellは事務所の先輩であり、本プロジェクト以外でも共にバンドを組んだ経験がある。
2019年7月13日・14日に開催された単独ライブ「Heaven and Earth」にはサプライズゲストとして出演した。

## 来歴

### 2018年
- 1月13日・14日、東京ビッグサイトにて開催された『ガルパライブ＆ガルパーティ！in東京』にて、Raychell、夏芽、倉知とPoppin'Partyの大塚紗英が「Pastel＊Palettes」「ハロー、ハッピーワールド！」「Afterglow」のバックバンドを担当。14日にRaychell、夏芽、倉知による新バンド「THE THIRD(仮)」の結成が発表される[3]。
- 3月25日、下北沢ガーデンにて1stライブ「THE THIRD(仮)1st Live」を開催。ゲストギターとして「Poppin'Party」の大塚紗英が参加。小原莉子がギタリストとして正式メンバーに加わることが発表され、初のオリジナル曲「R.I.O.T」を披露した。
- 5月12日・13日、「BanG Dream! 5th☆LIVE Day1：Poppin'Party・Day2：Roselia」にて両日ともにオープニングアクトとして出演。
- 7月17日、2ndライブ「THE THIRD(仮)2nd Live」を開催。ゲストボーカルとして「Pastel＊Palettes」の前島亜美が参加。この日より、「RAISE A SUILEN」に改名し、同時にDJとして紡木吏佐が加入する[20]。
- 9月26日、THE THIRD（仮）名義による1stアルバム「THE THIRD（仮）1st ライブ」発売。
- 12月7日、単独6thライブ『BanG Dream! 6th☆LIVE Day1:RAISE A SUILEN Brave New World』を開催。キャラクターとして作品展開されることが発表される。
- 12月12日、1stシングル「R・I・O・T」発売。RAISE A SUILENとしての楽曲リリースは今作が初となる。

### 2019年
- 2月20日、2ndシングル「A DECLARATION OF ×××」発売。
- 2月22日、単独ライブ『BanG Dream! 7th☆LIVE Day2「Genesis」』を開催。初の試みとしてライブ中に楽曲『EXPOSE ‘Burn out!!!’』の演奏を観客が撮影してSNSにアップする試みが実施された[21]。また、新曲「Takin' my Heart」が初披露され、2019年5月から『カードファイト!!ヴァンガード』のED主題歌として使われることが発表された[22]。
- 6月19日、3rdシングル「Invincible Fighter」発売。
- 7月13日・7月14日、関東以外の地域では初めてとなる単独ライブ「Heaven and Earth」を神戸にて開催。初の試みとしてプロジェクト外のカバー曲『激動』と『1/3の純情な感情』を披露したほか、サプライズゲストとして大塚紗英が出演し『ナカナ イナ カナイ』などの楽曲を披露した[20]。7月21日には特別追加公演「UNSTOPPABLE SHORT LIVE」をブシロードのメディアミックスプロジェクト『D4DJ』の1stライブ「D4DJ 1st LIVE」DAY2と合同開催。
- 9月29日、泉谷しげるが発起人となり開催される野外ロック・フェスティバル『阿蘇ロック・フェスティバル2019 in 北九州』に出演[6]。RAISE A SUILEN初のロック・フェスティバルへの出演となる。
- 11月30日・12月1日、Roseliaとの合同ライブ「Rausch und/and Craziness」を開催。ライブ前日の11月29日には「Rausch und/and Craziness」前日祭が東京ビッグサイトにて開催され、ライブグッズ先行販売のほか出展・展示などが実施された。さらに、追加公演として、Roseliaの単独公演「Rausch」が2020年2月1日に武蔵野の森総合スポーツプラザにて、RAISE A SUILENの単独公演「Craziness」が2020年2月9日に静岡エコパアリーナにて、それぞれ開催される[23]。アニメ専門ニュースサイト「アニメ!アニメ!」によると、Crazinessはライブ・ビューイングを含め、13,443名を動員したとされている[23]。
- 12月29日、LINE CUBE SHIBUYAにて単独公演「THE CREATION〜We are RAISE A SUILEN〜」を開催[24]。

### 2020年
- 1月22日、4thシングル「DRIVE US CRAZY」発売。
- 5月3日、メットライフドームにてプロジェクト内の6バンドとの合同ライブ「BanG Dream! Special☆LIVE Girls Band Party! 2020」の開催が予定されていたが、新型コロナウイルスの蔓延により延期となる[25]。もし開催されていれば、RAISE A SUILENにとっては初のドーム公演となるはずだった。
- 8月19日、1stアルバム ｢ERA｣ 発売。
- 8月22日・23日、富士急ハイランド・コニファーフォレストにて開催される「BanG Dream! 8th☆LIVE 夏の野外3DAYS」にてDAY2に単独として[26]、DAY3に「前島亜美(Pastel＊Palettes 丸山彩役) with RAISE A SUILEN」として出演した[27]。
- 10月21日、5thシングル ｢Sacred world｣ 発売。
- 12月12日、Roseliaとの合同オンラインライブ「Rausch und/and Craziness-interlude-」を開催[28]。このライブは、『バンドリ』プロジェクト史上初めてとなる、無観客配信ライブとされている[28]。

### 2021年
- 1月27日、6thシングル ｢mind of Prominence｣ 発売。
- 2月22日、Roseliaとの合同ライブ「Rausch und/and CrazinessII」を開催。
- 4月3日、RAISE A SUILEN SPECIAL ONLINE LIVE 2021を開催。
- 4月21日、7thシングル ｢EXIST｣ 発売。
- 5月22日、6月2日、30日にRAISE A SUILEN ZEPP TOUR 2021「BE LIGHT」を開催
- 8月29日に Animelo Summer Live 2021 -COLORS-に参加。
- 9月4日・5日、Morfonicaとの合同ライブ「BanG Dream! 9th☆LIVE「Mythology」」を開催。
- 9月29日、8thシングル ｢Domination to world｣ 発売。
- 11月12日、26日、12月4日にRAISE A SUILEN ZEPP TOUR 2021「BE LIGHT」追加公演を開催。

### 2022年
- 2月7日、Fear, and Loathing in Las Vegasをゲストアクトに迎えRAISE A SUILEN SPECIAL 「Repaint」を開催。
- 5月3日、JAPAN JAM 2022 にて出演。
- 6月18日、RAISE A SUILEN×Morfonica「Mythology Chapter2」を開催。
- 6月19日、RAISE A SUILEN LIVE 2022「OVERKILL」を開催。
- 8月26日、Animelo Summer Live 2022 -Sparkle-に出演。
- 9月25日、有明アリーナにてBanG Dream! 10th☆LIVEの第4弾として単独ライブを開催。
- 11月12日、ベルーナドームにてBanG Dream! Special☆LIVE Girls Band Party! 2020→2022に出演。
- 11月13日、ブシロード15周年記念ライブ in ベルーナドームに出演。

### 2023年
- 2月４日、有明アリーナにてBanG Dream! 11th☆LIVE DAY1 : Poppin'Party×RAISE A SUILEN「GALAXY to GALAXY」に出演。

- 5月28日、富士急ハイランドコニファーフォレストにてRAISE A SUILEN LIVE 2023 「Exclamation Highland」を開催。
- 11月5日、東京ガーデンシアターにてBanG Dream! 12th☆LIVEDAY3 : RAISE A SUILEN「REVEAL」を開催。
- 11月18日、ANIMAX MUSIX2023に出演。

### 2024年
- 3月23日、Zepp New TaipeiにてRAISE A SUILEN ASIA TOUR 2024 台北公演を開催。
- 3月30日・31日、上海宛平劇院 大劇場にてRAISE A SUILEN ASIA TOUR 2024 上海公演を開催。
- 6月15日・16日、東京ガーデンシアターにてRAISE A SUILEN LIVE 2024「ESSENTIALS」を開催。
- 7月15日、LuckyFes'24に出演。
- 9月22日、ナガノアニエラフェスタ2024に出演。
- 年末年始にRAISE A SUILEN ZEPP TOUR2024-2025をZepp 5箇所にて開催予定。

## タイアップ曲
| 楽曲                 | タイアップ                                                                    | 時期   |
| -------------------- | ----------------------------------------------------------------------------- | ------ |
| A DECLARATION OF ××× | アプリゲーム『九州三国志』タイアップ曲                                        | 2018年 |
| UNSTOPPABLE          | テレビアニメ『カードファイト!! ヴァンガード（新シリーズ）』エンディングテーマ | 2019年 |
| UNSTOPPABLE          | テレビアニメ『BanG Dream! 2nd Season』挿入歌                                  | 2019年 |
| UNSTOPPABLE          | テレビアニメ『BanG Dream! 3rd Season』挿入歌                                  | 2020年 |
| R・I・O・T           | テレビアニメ『BanG Dream! 2nd Season』挿入歌                                  | 2019年 |
| R・I・O・T           | テレビアニメ『BanG Dream! 3rd Season』挿入歌                                  | 2020年 |
| Invincible Fighter   | テレビアニメ『カードファイト!! ヴァンガード 続・高校生編』オープニングテーマ  | 2019年 |
| Takin' my Heart      | テレビアニメ『カードファイト!! ヴァンガード 続・高校生編』エンディングテーマ  | 2019年 |
| EXPOSE ‘Burn out!!!’ | テレビアニメ『BanG Dream! 3rd Season』挿入歌                                  | 2020年 |
| EXPOSE ‘Burn out!!!’ | 劇場版アニメ『BanG Dream! FILM LIVE 2nd Stage』挿入歌                         | 2021年 |
| Beautiful Birthday   | テレビアニメ『BanG Dream! 3rd Season』挿入歌                                  | 2020年 |
| Beautiful Birthday   | 劇場版アニメ『BanG Dream! FILM LIVE 2nd Stage』挿入歌                         | 2021年 |
| REIGNING             | 舞台｢We are RAISE A SUILEN！〜BanG Dream! The stage｣テーマソング              | 2020年 |
| Sacred world         | テレビアニメ『アサルトリリィ BOUQUET』オープニングテーマ                      | 2020年 |
| EXIST                | テレビアニメ『擾乱 THE PRINCESS OF SNOW AND BLOOD』オープニングテーマ         | 2021年 |
| Embrace of light     | テレビアニメ『擾乱 THE PRINCESS OF SNOW AND BLOOD』エンディングテーマ         | 2021年 |
| !NVADE SHOW!         | 劇場版アニメ『BanG Dream! FILM LIVE 2nd Stage』挿入歌                         | 2021年 |
| DRIVE US CRAZY       | 劇場版アニメ「BanG Dream! ぽっぴん’どりーむ！」挿入歌                         | 2022年 |
| Repaint              | アプリゲーム『新日本プロレスSTRONG SPIRITS』タイアップ曲                      | 2022年 |

## 参加イベント
- ニコニコ超会議2018（幕張メッセ、4月28日）前島亜美with THE THIRD(仮)
- BanG Dream! 5th☆LIVE Day1：Poppin'Party・Day2：Roselia（幕張メッセ、2018年5月12日 - 13日）オープニングアクト
- バンドリーマー感謝キャラバン（日本全国、2018年9月2日 - 2018年11月25日）
- 刈谷アニメcollectionスーパーライブ2018（愛知県刈谷市総合文化センター大ホール2018年10月27日）
- Roselia Live「Vier」（品川ステラボール、2018年11月7日）ゲストボーカル
- CharaExpo USA 2018（アメリカカルフォルニア州アナハイムコンベンションセンター、2018年11月10日、11日）
- BanG Dream! 2nd Season制作発表会（イオンシネマ板橋、2018年12月12日）ミニライブ
- バンドリ！ラジオ祭り！（パシフィコ横浜 国立大ホール、2019年2月8日）
- ブシロード DJ LIVE vol.2（東京都・新木場STUDIO COAST、2019年4月5日）- DJ CHU²として出演
- 「バンドリ！ ラジオ祭り！」RADIO SHOUT!×RADIO R･I･O･T（舞浜アンフィシアター、2019年5月14日）
- Poppin’Party×SILENT SIREN対バンライブ『NO GIRL NO CRY』（メットライフドーム、2019年5月19日）ゲストアクト
- ガルパーティ！&スタリラ祭 2019 in池袋（池袋サンシャインシティ、2019年6月9日）
- WONDERFUL HOBBY LIFE YOR YOU!!（幕張メッセ国際展示場1ホール、2019年7月28日）
- Animelo Summer Live 2019 -STORY-（さいたまスーパーアリーナ、2019年8月31日）
- ANIMAX MUSIX 2019 KOBE（神戸ワールド記念ホール、2019年10月26日）
- Chara Expo USA 2019（アメリカカルフォルニア州アナハイムコンベンションセンター、2019年12月7日、8日）
- 阿蘇ロック・フェスティバル2019 in 北九州（ミクニワールドスタジアム北九州、2019年9月29日）
- マグロック2019（静岡県・清水マリンパーク、2019年10月5日）
- 東京激ロックDJパーティー 19th ANNIVERSARY PARTY & HALLOWEEN SPECIAL EDGE-CRUSHER Vol.139-（渋谷Clubasia、2019年10月27日） - DJ CHU²として出演
- rockin'on presents JAPAN JAM 2020（2020年5月6日）※開催中止
- JAPAN ONLINE FESTIVAL 2021 Spring(2021年4月11日）
- rockin'on presents JAPAN JAM 2021 (千葉市蘇我スポーツ公園、2021年5月2日)
- BanG Dream! Girls Talk Party! 2021(オンライン配信　2021年6月5日、6日)
- Animelo Summer Live 2021 -COLORS-（さいたまスーパーアリーナ、2021年8月29日）
- rockin'on presents JAPAN JAM 2022 (千葉市蘇我スポーツ公園、2022年5月3日)
- ROCK IN JAPAN FESTIVAL 2022 (千葉市蘇我スポーツ公園、2022年8月13日）※台風の影響により当日のみ開催中止
- SUMMER SONIC 2022（ZOZOマリンスタジアム＆幕張メッセ、2022年8月20日）
- Animelo Summer Live 2022 -Sparkle-（さいたまスーパーアリーナ、2022年8月26日）
- ブシロード15周年記念ライブ in ベルーナドーム（ベルーナドーム、2022年11月13日）[32]
- COUNTDOWN JAPAN 22/23（幕張メッセ国際展示場、2022年12月28日）
- MEGA VEGAS 2023（神戸ワールド記念ホール、2023年3月12日）
- 星街すいせい 5周年LIVE ～Shining Memory～（オンライン配信、2023年3月22日）
- BUSHIROAD ROCK FESTIVAL 2023（富士急ハイランド・コニファーフォレスト、2023年5月27日）
- LuckyFes 2023 (国営ひたち海浜公園、2023年7月16日)
- ANIMAX MUSIX 2023（横浜アリーナ、2023年11月18日）
- LuckyFes 2024 (国営ひたち海浜公園、2024年7月15日)
- ナガノアニエラフェスタ2024 (長野県佐久市･駒場公園、2024年9月22日)[注釈 5]
- MEGA VEGAS 2025（神戸ワールド記念ホール、2025年3月23日）
- ANISAMA WORLD 2025 in TAOYUAN（台湾・ 桃園会展中心、2025年5月24日)
- BILIBILI MACRO LINK 2025（上海・国家会展中心、2025年7月11日)
- LuckyFes'25（国営ひたち海浜公園、2025年8月11日)
- ナガノアニエラフェスタ2025（長野県佐久市･駒場公園、2025年9月14日（予定）)

## ラジオ
『RAISE A SUILENのRADIO R・I・O・T』は2019年1月24日よりHiBiKi Radio Stationにて配信中のWebラジオ番組。パーソナリティは倉知玲鳳（パレオ 役）、紡木吏佐（チュチュ 役）。
前述のようにニッポン放送にて2019年9月30日より『バンドリ!ポッピンラジオ!』『BanG Dream! Presence RoseliaのRADIO SHOUT!』『BanG Dream! Presence RAISE A SUILENのRADIO R･I･O･T』の3番組が3ヶ月ごとにローテーション放送を実施。『BanG Dream! Presence RAISE A SUILENのRADIO R･I･O･T』は2020年4月6日から6月29日まで毎週月曜20:30 - 21:00の時間帯に放送された（関東ローカル）。アシスタントはニッポン放送アナウンサーの吉田尚記。なお新型コロナウィルス特措法に基づく緊急事態宣言の影響で、5月4日放送分から6月1日放送分までの間、倉知・紡木は自宅等からのリモート出演となり、スタジオは吉田が単独で進行する体制となっていた。緊急事態宣言の解除を受け、6月15日放送分から倉知・紡木ともスタジオ出演を再開した。
そして、『D4DJPresence Lyrical Lilyのリリリのリ♪』の後継番組として、2021年1月4日から3月29日までの間、ニッポン放送での放送が再開され、2020年版と同様に吉田が番組アシスタントを務めた。『RoseliaのRADIO SHOUT!』を挟み、同年7月5日から三たびニッポン放送での放送が再開され、これ以降は通年番組として放送されていたが、他のバンドリのWebラジオ番組とともに2022年6月いっぱい（ニッポン放送基準では6月27日）での終了が発表された。
ゲスト
- 第2・11・46・47・60・61・72・84・85・145・146回 - 小原莉子（朝日六花 役）
- 第5・16・26・27・48・49・52・53・58・78・79・86・87・108・109・143・144回 - 夏芽（マスキング 役）
- 第7・13・30・31・44・50・51・59・71・84・85・86・87・100・129・130・137・138回 - Raychell（レイヤ 役）
- 第53回- 大塚紗英（花園たえ 役）
- 第100回- 星街すいせい
- 第131回-大胡田なつき・成田ハネダ(パスピエ)
- 第133回- 小鳩ミク
- 第135回- F チョッパー KOGA・アンジェリーナ1/3(Gacharic Spin)
- 第140回-小出祐介・堀之内大介(Base Ball Bear)
- 第162回- Ayasa（八潮瑠唯 役）
- 拡大版SP- 直田姫奈 （桐ヶ谷透子 役）

| ニッポン放送 月曜 20:30 - 21:00 | ニッポン放送 月曜 20:30 - 21:00                                | ニッポン放送 月曜 20:30 - 21:00      |
| 前番組                          | 番組名                                                         | 次番組                               |
| ------------------------------- | -------------------------------------------------------------- | ------------------------------------ |
| RoseliaのRADIO SHOUT            | RAISE A SUILENのRADIO R･I･O･T （2020年4月6日 - 6月29日）       | モニカラジオ                         |
| Lyrical Lilyのリリリのリ♪       | RAISE A SUILENのRADIO R･I･O･T （2021年1月4日 - 3月29日）       | RoseliaのRADIO SHOUT                 |
| RoseliaのRADIO SHOUT            | RAISE A SUILENのRADIO R･I･O･T （2021年7月5日 - 2022年6月27日） | BanG Dream! presents Dreamer's Tunes |

## 舞台
舞台『We are RAISE A SUILEN〜BanG Dream! The Stage〜』が、天王洲 銀河劇場にて2020年7月15日から7月19日まで、全9公演で公演が行われた。漫画『RAiSe! The story of my music』を原案とした物語が展開される。脚本はアニメ版シリーズ構成のほか漫画版『RAiSe! The story of my music』の監修も担当している綾奈ゆにこ。演出は松多壱岱が務める。
新型コロナウイルス感染症の感染拡大防止の観点から、キャパシティを調整し、集客を減らした状態での開催となる。また、公演の有料配信とライブビューイングも行われる。
スタッフ
- 主催 – ブシロード、劇団飛行船
- 原作 – 月刊ブシロード連載『RAiSe! The story of my music』
- 脚本 - 綾奈ゆにこ
- 演出 – 松多壱岱

出演
- レイヤ - Raychell
- マスキング - 夏芽
- パレオ - 倉知玲鳳
- ロック - 小原莉子
- チュチュ - 紡木吏佐
- 花園たえ - 大塚紗英
- ヨネ - 民本しょうこ
- 則本いちご - 松本結愛
- 鳩村真波 - 山岡りりこ
- 鳥山小春 - 田中愛理
- パレオのクラスメイト - 安里唯、黒木美紗子
- ライブMC - さかいかな

## その他
- トレーディングカード Voice Actor Card Collection EX VOL.04 RAISE A SUILEN『UNLEASH!!』（2022年9月22日、ブシロードクリエイティブ）